# 安田晃大
安田晃大（1989年8月8日—）是一位日本足球運動員，效力於北九州向日葵，位置中場。曾效力於大阪飛腳，不過從未代表出賽。

他的哥哥是曾入選國家隊的安田理大。

## 外部連結
1. ↑  . guardian.co.uk.   [2010年4月5日] （英语）.[永久]
2. ↑  . worldfootball.net.   [2010年4月5日] （英语）.